# Bohemian F.C.
Bohemian F.C., ili kraće Bohemians je četvrti najuspješniji klub u Republici Irskoj. Bohemians je 11 puta osvajao ligu, 7 puta FAI kup, 6 puta Shield kup dok je 3 puta osvojio Irski liga kup. Osnovani su 6. rujna 1890. godine te su bili jedni od osnivača irske Premijer lige 1921. godine nakon što su se povukli iz Sjevernoirske lige iste godine. Bohemians domaće utakmice igra na Dalymount Parku, a najveći rival mu je Shamrock Rovers.

## Vanjske poveznice
- Službene stranice